# 松原絨皮鮋
松原絨皮鮋為輻鰭魚綱鮋形目鮋亞目絨皮鮋科的其中一種，為熱帶海水魚，分布於西太平洋澳洲昆士蘭海域，本魚頭部非常大且扁平，體細長，頭部具有黑斑，背鰭硬棘6枚;背鰭軟條6枚;臀鰭硬棘2枚;臀鰭軟條4枚，體長可達1.7公分，棲息在底層水域，生活習性不明。